# Lam Hin Wai
Lam Hin Wai (18 settembre 1991) è una schermitrice hongkonghese.

## Palmarès
- Campionati asiatici

Bangkok 2018: bronzo nella sciabola individuale.